# Sylvester Jordan
Franz Sylvester Jordan, född 30 december 1792 i Omes vid Axams, död 15 april 1861 i Kassel, var en tysk jurist och politiker.
Jordan blev 1822 professor i statsrätt vid Marburgs universitet. Han var ledamot av kurhessiska lantdagen 1830 och hade en väsentlig andel i utarbetandet av 1831 års konstitutionella författning. På grund av sin liberalism anklagades han ogrundat för upproriska stämplingar och hölls fängslad 1839–45, men blev slutligen frikänd. I Frankfurtparlamentet 1848 intog han en moderat hållning och lämnade därefter det politiska livet.